# Árdrágítás
Az árdrágítás egyes jogrendszerekben bűncselekménynek számít, míg más országokban (mint pl. a hatályos magyar jogban) ennél enyhébben, szabálysértésnek minősül.

## Jogi tárgya
Az árdrágítás tényállása által védett jogi tárgy az árrendszer, az árképzés (hatósági ár, illetve kötelezően megállapított ár) törvényekben szabályozott rendje. 

## A hatályos magyar jogban
A hatályos magyar jogban (2012. évi II. törvény 232. §)  az árdrágítás nem bűncselekmény, hanem szabálysértés.

Aki áruért a hatósági árnál vagy a rá nézve egyébként kötelezően megállapított árnál magasabb árat kér, köt ki vagy fogad el, szabálysértést követ el. 

## Története

### Az első világháború után
Az 1920. évi XV. tc. 1. §-a szerint az árdrágító visszaélés vétségét követi el, 
1. aki közszükségleti cikket a megengedett árnál magasabb árat követel (ártúllépés)
2. aki méltányos hasznot meghaladó nyereséget magában foglaló árt követel (áruzsora)
3. aki közszükségleti tárgyúl szolgáló munkateljesítésre vonatkozó szerződésnél a másik fél szorult helyzetének kihasználásával aránytalan ellenszolgáltatást kíván (munkabéruzsora)
4. aki közszükségleti  cikkel árdrágításra alkalmas módon űzérkedik; különösen ily célból a közszükségleti cikk árát az árunak a fogyasztóhoz juttatása végett nem szükséges közbenső kereskedéssel (láncolatos kereskedés) drágítja vagy közszükségleti cikk forgalombahozatalának közvetítésénél aránytalan díjazásért jár el (árdrágító üzérkedés);
5. aki forgalombahozatal céljára rendelt közszükségleti cikk készletét a cikk árának drágítása vagy magas árának fenntartása végett nyerészkedési célzattal elrejti, eltitkolja, megsemmisíti, használhatatlanná teszi, a forgalombahozataltól visszatartja, termelését (előállítását) vagy a vele való kereskedést korlátozza vagy a készletet a közellátástól árdrágításra alkalmas bármely más módon jogosulatlanúl elvonja (áruelvonás);
6. aki oly közszükségleti cikket, amelynek forgalmát a minisztérium rendelkezései korlátozzák, e korlátozások megszegésével vagy kijátszásával nyerészkedés végett beszerez vagy a minisztérium tilalma ellenére külföldre vagy az ország megszállott területére kivisz (árucsempészet);
7. aki forgalombahozatal céljára rendelt közszükségleti cikk eladását valakivel szemben megtagadja abból az okból, mert az vagy hozzátartozója őt vagy mást a jelen törvénybe ütköző cselekmény miatt a hatóságnál feljelentette.

## A második világháború után
1946-ban az árdrágítást és a csempészetet statáriális bíróság elé rendelték. Árdrágítás megállapítása esetén halálbüntetésnek is helye volt. 
A Rákosi-rendszerben az egyik leggyakrabban alkalmazott különös részi tényállás az árdrágítás volt. Csak 1952-ben négy és félezer ilyen elítélés történt. 